# 潘达瓦普拉
帕恩达瓦普拉（Pandavapura），是印度卡纳塔克邦Mandya县的一个城镇。总人口18236（2001年）。

## 人口
该地2001年总人口18236人，其中男性9211人，女性9025人；0—6岁人口2108人，其中男1076人，女1032人；识字率66.89%，其中男性为72.01%，女性为61.66%。